# パーシー・ラボック
パーシー・ラボック（Percy Lubbock、1879年6月4日 - 1965年8月1日）はエッセイスト、書評家、および伝記作家として知られるイギリスの有識者である。1920年代に物議を醸した著作『小説の技術』が影響力をもたした。

## 人生
パーシー・ラボックは外国為替引受業者であるフレデリック・ラボック（1844年-1927年）と妻でノーフォーク州 アーラム・ホール出身のジョン・ガーニー（1809年-1856年）の娘であるキャサリン（1848年-1934年）の息子である。母親のキャサリンはノリッジの有力な銀行家一家の一員であった。子供時代の夏季休暇に母方の祖父宅で過ごした様子を著した回想録は1922年にジェイムズ・テイト・ブラック記念賞を受賞している。銀行家である上に、第3代準男爵ジョン・ラボックの息子、かつ初代エイヴベリー男爵ジョン・ラボックの弟であった父のフレデリック・ラボックはイングランドのケント州 アイデヒル近くのエメッツ・ガーデンで育った。イートン・カレッジとケンブリッジ大学キングス・カレッジで教育を受けた。のちにケンブリッジ大学モードリン・カレッジのフェローとなる。彼はモードリン・カレッジにあるピープス図書館の司書であった。
建築家のセシル・ピンセントが設計したラ・スペッツィア湾の別荘があるジル・スカファリに居を構えた。晩年になって盲目となり、ジャーナリストのクエンティン・クルーから読み聞かせを受けた。ケンブリッジ大学時代の同級生には小説家のエドワード・モーガン・フォースター、イーディス・ウォートン（1906年頃からラボックは彼女の「派閥」のメンバーだった）、ハワード・スタージス、美術史家のバーナード・ベレンソンといった有識者などがおり、社会的に恵まれた環境にあった。他のケンブリッジ大学時代の友人には歌手のクライブ・キャリーもいた。

## 執筆
フォースター著の『ハワーズ・エンド』などかなりの現代小説をザ・タイムズ・リタラリー・サプリメントのコラム記事に匿名で批評したりした。ラボックが1921年に発表した『小説の技術』（「間接的行動におけるモダニズム美学の公式教書」）はフォースターやヴァージニア・ウルフ、グレアム・グリーンなどの著作家達にしてみれば藁人形論法に過ぎず、彼らはラボックの小説に対するやや形式論者的な見方に異議を唱えた。文芸評論家のウェイン・クレイソン・ブースは自身の著書『小説の修辞学』で、ヘンリー・ジェイムズの技法を取り入れたラボックの作品が体系的なものであるとすれば、平坦化した組織的なものだったと指摘している。それでも『小説の技術』は1920年代とその後の小説家達に多大な影響力をもたらした。ミカエラ・ブロンシテインは「ラボックの著書は書評家に影響を与えただけでなく、同時代の小説家達にも刺激を与えた」と指摘している。ヴァージニア・ウルフはラボックの考えに対する共感と非難との間で揺れ動いたようだ。ウルフがラボックと最も長く関わったのは1922年発表のエッセイ『小説の再読について』であり、ラボックの主張を第一に賞賛した上で感謝の意思を示すものであった。しかしながら、1923年10月15日付の日記では「彼の非現実的な美学は故意に完遂させることはできない」と述べており、彼女自身が芸術的観点からラボックに異議を唱えていたことが分かる。

## 結婚生活
同性愛者でありつつも財政的に安定した生活を求めていたラボックは1926年にシビル・スコット（旧姓: シビル・マジョリ・カフ夫人）と便宜的に結婚した。そのため彼は著作家のアイリス・オリゴの継父となったわけである。シビルはアイルランド貴族の第5代デサルト伯爵ハミルトン・カフの娘であり、最初の夫である外交官のウィリアム・バイヤール・カッティング・ジュニアの早死ににより1910年に未亡人となっていた。その後、2番目の夫であり、バーナード・ベレンソンのもう1人の仲間である建築歴史学者のジェフリー・スコットと再婚したものの1926年に離婚しており、同年にラボックを3番目の夫として迎え入れた。
この結婚はラボックとイーディス・ウォートンとの間に分裂を引き起こした。イーディス・ウォートンはシビルが気に入らなかった。

## ヘンリー・ジェイムズ
ラボックは晩年のヘンリー・ジェイムズとは親交があり、ヘンリー・ジェイムズの死後に彼の文学的門下生および編集者となる。同時にまだ多くの関係者が生存している時期である1920年にジェイムズ書簡を公表させた編集長の決定に対して、後世の学者達には疑問を呈する者もいる。批評家のマーク・スコラーはラボックの著書『小説の技術』の再版に対する序論で「ジェイムズよりジェイムズらしい」と述べている。

## 著作
- Elizabeth Barrett Browning in Her Letters (1906年)
- Samuel Pepys (1909年)
- A Book of English Prose, Part II (1913年)
- The Letters of Henry James (1920年) - 編集：全2巻[11]
- George Calderon - a Sketch from Memory (1921年)
- Earlham (1921年) - アーラム・ホールにおける回想録
- The Craft  of Fiction (1921年).  ISBN 978-1599866086 [12]
  - 『小説の技術』佐伯彰一訳（ダヴィッド社、1957年）[13]
- Roman Pictures (1923年)
- The Region Cloud (1925年)
- The Diary of Arthur Christopher Benson (1927年)
- Mary Cholmondeley: A Sketch from Memory (1928年)
- Shades of Eton (1929年) - 回想録
- Portrait of Edith Wharton (1947年)
- Percy Lubbock Reader (1957年) editor Marjory Gane Harkness